# Phalaenopsis hieroglyphica
Phalaenopsis hieroglyphica ist eine Pflanzenart aus der Gattung Phalaenopsis innerhalb der Familie der Orchideen (Orchidaceae).

## Beschreibung

### Vegetative Merkmale
Phalaenopsis hieroglyphica wächst monopodial als Epiphyt. Sie besitzt einige 30 bis 40 Zentimeter lange und 9 Zentimeter breite, ledrige Laubblätter.

### Generative Merkmale
Die etwa 40 Zentimeter langen Blütenstände verzweigen sich recht häufig. Die Blüten strömen einen leichten blumigen Duft aus. Die zwittrigen Blüten sind mit einer Größe von etwa 5 Zentimetern × 6 Zentimetern zygomorph und dreizählig. Die sechs wächsernen Blütenhüllblätter sind cremeweiß bis pastell-rosafarben und sind mit einigen Reihen rosafarbener bis zimtbrauner Striche bedeckt. Die Lippe ist weiß mit einem rosafarbenen Zentrum, die lateralen Lappen der Lippe sind gelb. Nach der Bestäubung bilden sich die Blütenblätter zurück und werden grün (Blütenmetamorphose).

## Verbreitung

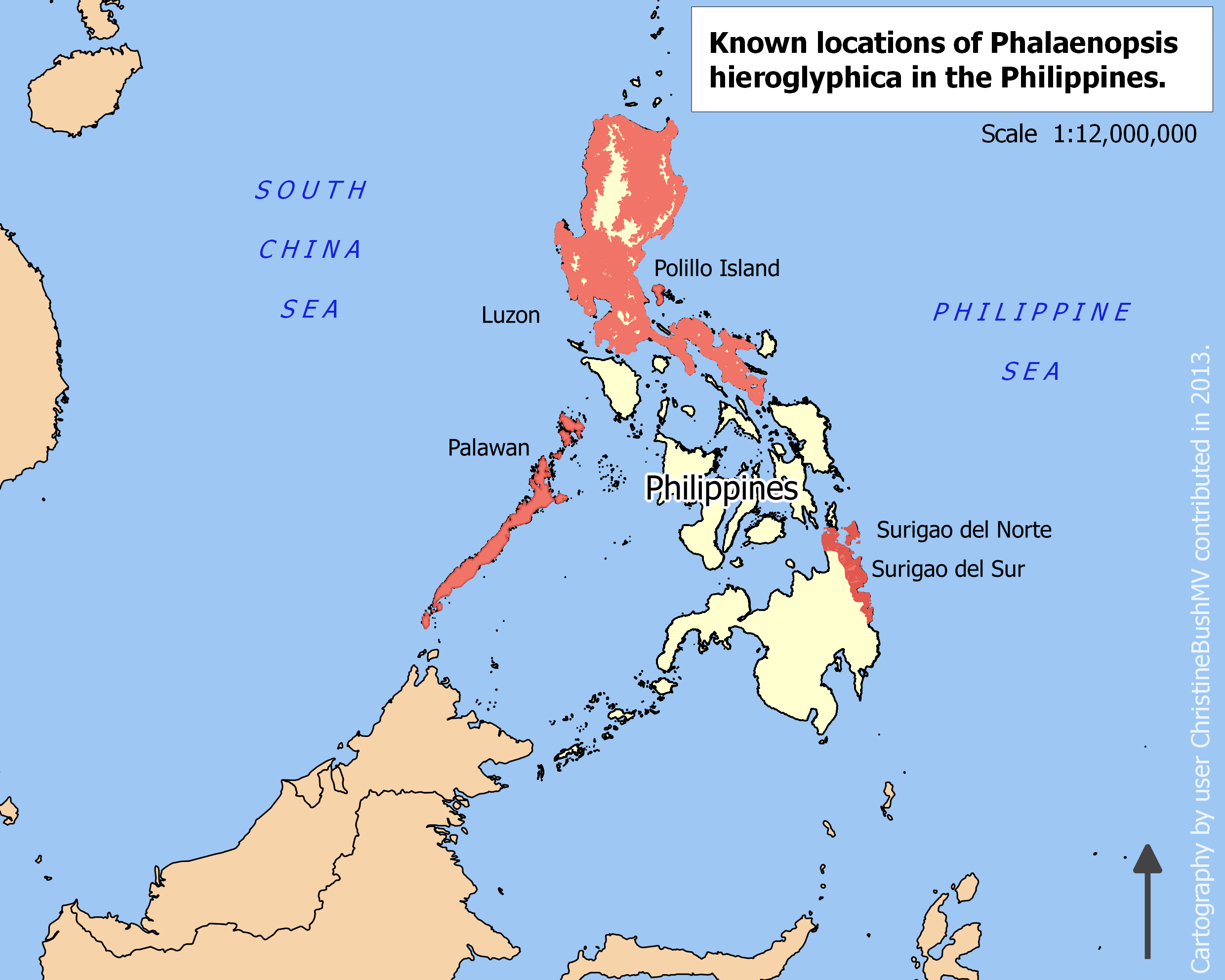
Verbreitungsgebiet

Phalaenopsis hieroglyphica ist auf den Philippinen verbreitet.

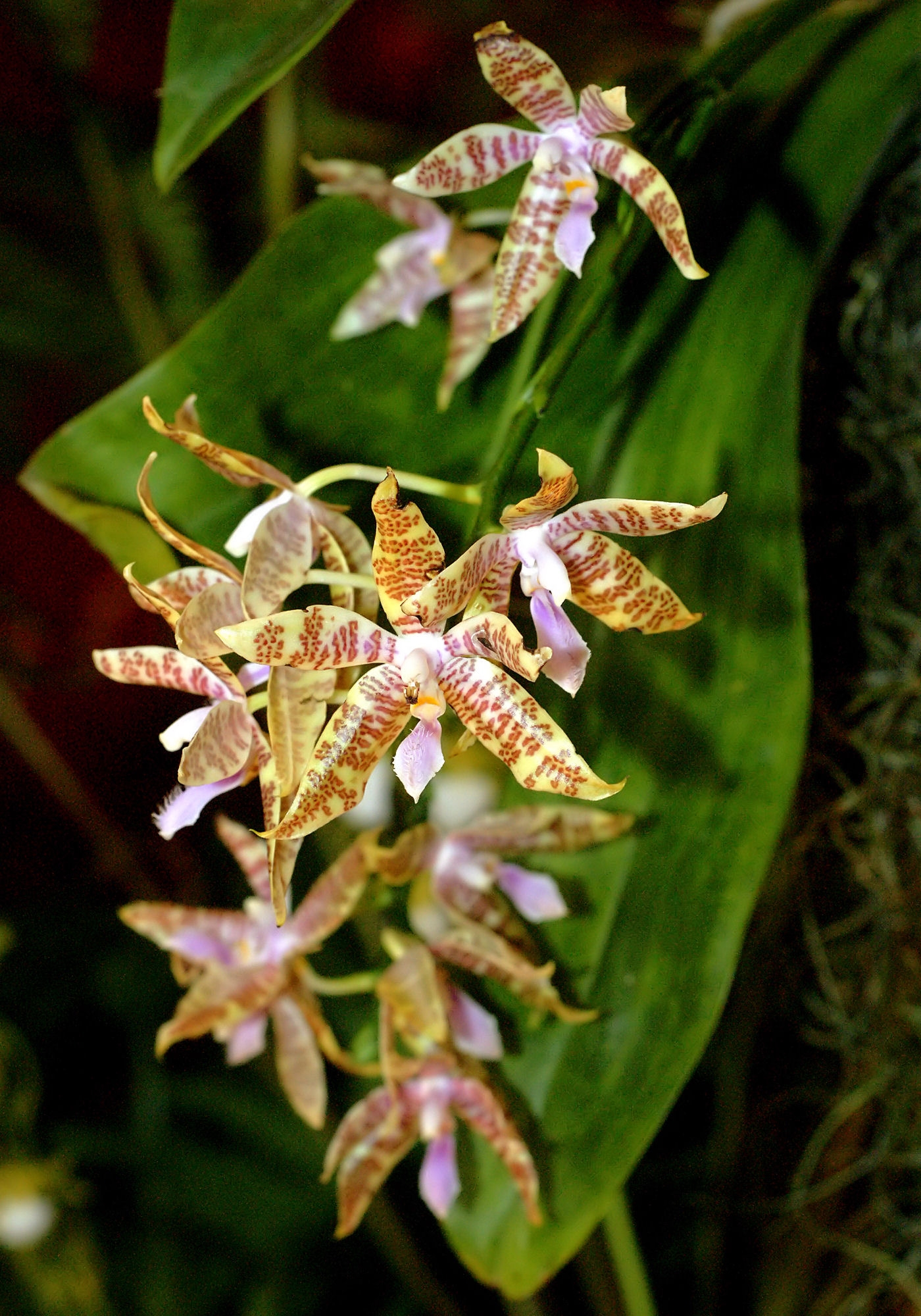
Blütenstand

## Systematik
Die Erstbeschreibung erfolgte 1887 unter dem Namen Phalaenopsis lueddemanniana var. hieroglyphica durch Heinrich Gustav Reichenbach als Varietät von Phalaenopsis lueddemanniana in Gard. Chron., Series 3, 2, S. 586. 1969 wurde sie durch Herman Royden Sweet (1909–1992) im Rang einer eigenen Art Phalaenopsis hieroglyphica (Rchb. f.) H.R.Sweet in American Orchid Society Bulletin Band 38, Seite 36 veröffentlicht. Das Artepitheton hieroglyphica bezieht sich auf die an Hieroglyphen erinnernde Blütenzeichnung.
Die Form Phalaenopsis hieroglyphica f. flava ist 2009 von Olaf Gruss in der Zeitschrift Die Orchidee als Form beschrieben worden. Bei World Checklist of Selected Plant Families beim Board of Trustees of the Royal Botanic Gardens, Kew, London wird sie als Synonym von Phalaenopsis hieroglyphica betrachtet. Weitere Synonyme für Phalaenopsis hieroglyphica (Rchb. f.) H.R.Sweet sind: Phalaenopsis lueddemanniana subvar. hieroglyphica (Rchb. f.) A.H.Kent, Polychilos hieroglyphica (Rchb. f.) Shim.